# Javier Calleja
Javier Calleja Revilla (Madrid, España, 12 de mayo de 1978), conocido como Javi Calleja, es un exfutbolista y entrenador español que desarrolló la mayor parte de su carrera en el Villarreal C. F. jugando como centrocampista. Actualmente dirige al Al-Riyadh de la Liga Profesional Saudí.

## Trayectoria como jugador

### Inicios
Estudió en el Colegio San Agustín de Madrid. Se formó en la cantera del Real Madrid, llegando a pasar dos temporadas en el Real Madrid "C". Después, en 1998, jugó tres partidos con la U. D. Almería. En 1999 dio el salto al Villarreal C. F. procedente de la R. S. D. Alcalá.

### Villarreal C. F.
Con el equipo castellonense se clasificó para la Liga de Campeones de la UEFA llegando a alcanzar las semifinales en 2006, que fue su última temporada en el club. Tras finalizar esa temporada, emigró al Málaga Club de Fútbol.

### Málaga C. F.
Llegó a la Costa del Sol con la intención de seguir jugando, ya que no había renovado en el Villarreal Club de Fútbol. En su segundo año en el Málaga Club de Fútbol, tras una buena temporada consiguió el ascenso, regresando a Primera División. En su tercer año le salieron las cosas bien al Málaga ya que desde que empezó la liga se situaron en la mitad superior de la tabla, e incluso llegó a estar varias semanas en puestos UEFA, para terminar consiguiendo una cómoda permanencia. La única nota negativa de la temporada fue la eliminación copera ante el R. C. D. Mallorca. Después fichó libre por el Club Atlético Osasuna.

### Osasuna
Llegó a Pamplona en 2009, con la carta de libertad, procedente del Málaga. Comenzó la pretemporada el 16 de julio y fue el primer refuerzo para la temporada 2009/2010, siendo poco utilizado por José Antonio Camacho. Con la llegada del nuevo técnico José Luis Mendilibar volvió a ser un hombre importante dentro de la plantilla. Finalmente, se retiró en 2012.

## Trayectoria como entrenador
Inicios
Comenzó su carrera como entrenador en 2014, dirigiendo al Villarreal Juvenil en División de Honor. En tres temporadas al frente del equipo logró ganar tres ligas y la Copa de Campeones.
Villarreal "B" y Villarreal
En 2017, comenzó a entrenar al Villarreal Club de Fútbol "B", hasta que fue requerido para hacerse cargo del primer equipo a partir del 25 de septiembre de 2017. Con 4 victorias y un empate en sus 5 primeros partidos de Liga al mando del Villarreal, protagonizó el mejor inicio de un entrenador del conjunto amarillo en Primera División. El equipo concluyó en 5.º puesto la primera vuelta de la Liga y fue eliminado en octavos de final de la Copa del Rey ante el Leganés por la regla del gol de visitante. Finalmente, logró dejar al Villarreal en la 5.ª posición al término de la Liga, clasificándose para la siguiente edición de la Liga Europa, por lo que renovó su contrato. Sin embargo, estos buenos resultados no se repitieron en la temporada siguiente. El 10 de diciembre de 2018, Calleja fue cesado de su puesto, dejando al equipo en 17.º lugar de la clasificación, con 14 puntos en 15 jornadas de Liga. Sin embargo, el 29 de enero de 2019, tras 50 días de su marcha, se confirmó su vuelta al Villarreal, alcanzando la permanencia. El 20 de julio de 2020, tras terminar la Liga como 5.º clasificado con el equipo castellonense, fue reemplazado por Unai Emery.
Deportivo Alavés
El 5 de abril de 2021, se incorporó al Deportivo Alavés, en sustitución de Abelardo Fernández. Logró llevar al conjunto vasco a la permanencia tras sumar 15 puntos de 27 posibles, por lo que renovó su contrato por otros dos años. El 28 de diciembre de 2021 fue destituido de su cargo, dejando al equipo babazorro en 18.ª posición.
Levante U. D.
El 16 de octubre de 2022, firmó por el Levante U. D. hasta el año 2024, reemplazando a Mehdi Nafti. Bajo su dirección, el equipo granota remontó hasta la 3.ª posición de la Liga, clasificándose para la promoción de ascenso. Sin embargo, perdió la final por el ascenso ante su exequipo, el Deportivo Alavés, por lo que permaneció un año más en la categoría de plata. El 19 de febrero de 2024, tras no lograr ninguna victoria en los 5 últimos partidos, Calleja fue destituido como entrenador del Levante, siendo relevado provisionalmente por el director deportivo Felipe Miñambres.
En octubre de 2024, Calleja demandó al club levantinista por no atender el último de los vencimientos que se le adeudaban del contrato, un 10% del sueldo.
Real Oviedo
El 6 de julio de 2024, firmó como nuevo entrenador del Real Oviedo en Segunda División. El 25 de marzo de 2025, sería destituido por el club carbayón, estando en sexta posición de la Liga a falta de 10 jornadas para el final de la competición.
Al-Riyadh
El 5 de julio de 2025, fue confirmado como entrenador del Al-Riyadh.

## Clubes

### Como jugador
| Club             | País   | Año       | Partidos | Goles |
| ---------------- | ------ | --------- | -------- | ----- |
| Real Madrid C    | España | 1996-1998 | 60       | 11    |
| RSD Alcalá       | España | 1998-1999 |          |       |
| CD Onda          | España | 1999      | 29       | 17    |
| Villarreal C. F. | España | 1999-2006 | 134      | 9     |
| Málaga C. F.     | España | 2006-2009 | 107      | 5     |
| CA Osasuna       | España | 2009-2012 | 46       | 1     |

### Como entrenador
Actualizado a 23 de marzo de 2025
| Club                 | País           | Año           | P   | PG  | PE | PP | % ptos. |
| -------------------- | -------------- | ------------- | --- | --- | -- | -- | ------- |
| Villarreal C. F. "B" | España         | 2017          | 6   | 4   | 2  | 0  | 77.78%  |
| Villarreal C. F.     | España         | 2017-2018     | 65  | 25  | 18 | 22 | 47.69%  |
| Villarreal C. F.     | España         | 2019-2020     | 66  | 32  | 12 | 22 | 54.55%  |
| Deportivo Alavés     | España         | 2021          | 29  | 9   | 6  | 14 | 37.93%  |
| Levante U. D.        | España         | 2022-2024     | 68  | 29  | 27 | 12 | 55.89%  |
| Real Oviedo          | España         | 2024-2025     | 32  | 14  | 9  | 9  | 53.12%  |
| Al-Riyadh            | Arabia Saudita | 2025-presente |     |     |    |    |         |
| Total                | Total          | Total         | 266 | 113 | 79 | 74 | 52.38%  |

## Palmarés
| Título         | Club             | País                                          | Año  |
| -------------- | ---------------- | --------------------------------------------- | ---- |
| Copa Intertoto | Villarreal C. F. | Heerenveen (Países Bajos) Villarreal (España) | 2003 |
| Copa Intertoto | Villarreal C. F. | Madrid (España) Villarreal (España)           | 2004 |